# Xã Whited, Quận Kanabec, Minnesota
Xã Whited (tiếng Anh: Whited Township) là một xã thuộc quận Kanabec, tiểu bang Minnesota, Hoa Kỳ. Năm 2010, dân số của xã này là 926 người.